# Cheirostylis seidenfadeniana
Cheirostylis seidenfadeniana är en orkidéart som beskrevs av Sath.Kumar och Finn Nygaard Rasmussen. Cheirostylis seidenfadeniana ingår i släktet Cheirostylis och familjen orkidéer. Inga underarter finns listade i Catalogue of Life.